# Класифікація фітоценозів
Класифікація фітоценозів (англ. phytocoenosis classification or plot classification) — процедура розбиття або об'єднання описів рослинних угруповань в класи за їх подібністю. Класифікації фітоценозів будуються на різних принципах (класифікація фітоценозів генетична, класифікація фітоценозів фізіономічна, класифікація фітоценозів флористична, класифікація фітоценозів екологічна). Крім класифікації однородностей (тобто системи ценомерів), можлива класифікація рослинності на територіальній, ландшафтній основі як закономірних поєднань фітоценозів (див. ценохори). Методи класифікації фітоценозів можуть бути об'єднавчими і ділильними (див. класифікація фітоценозів індуктивна і класифікація фітоценозів дедуктивна), ґрунтуватися на одній або багатьох класифікаційних ознаках (див. класифікація фітоценозів монотетична і класифікація фітоценозів політетична). Для побудови класифікації фітоценозів використовуються як кількісні (див. методи автоматичної класифікації), так і якісні процедури (наприклад, метод фітоценологічних таблиць). Оскільки рослинності притаманна властивість безперервності (фітоценотичний континуум), побудова природної класифікації неможлива (див. Природність класифікації).